# جائزة النمسا الكبرى 1977
جائزة النمسا الكبرى 1977 هو سباق فورمولا 1 أقيم بتاريخ 14 أغسطس 1977. كان الثاني عشر من أصل 17 في بطولة العالم لسباقات الفورمولا واحد موسم 1977. حلّ الأسترالي آلان جونز أولا بينما جاء النمساوي نيكي لاودا في المركز الثاني وحصل على المركز الثالث الألماني هانز يواكيم ستاك.